# Брук Лі
Брук Антуанетта Махеалані Лі (англ. Brook Antoinette Mahealani Lee) — народилася 8 січня 1971 року ), відома як Брук Лі — американська модель, акторка, телеведуча і переможниця конкурсів краси Міс США 1997 і Міс Всесвіт 1997 .

## Біографія
Дідусь — кореєць, який емігрував на Гавайські острови в 1950-х роках. Має корейські, гавайські, китайські, данські, португальські, англійські і французькі корені.  Мати Тоні була президентом Na Pua Ke Ali'i Pauhi, асоціації випускників школи.
Її корейське ім'я 이시내 (Lee Shi-nae).

## Конкурси краси

### Міс США 1997
Брала участь в конкурсі краси Міс Гаваї. Потім представляла штат на національному конкурсі краси Міс США 1997 року. Де стала переможницею і отримала корону з рук Елі Ландрі. 

### Міс Всесвіт 1997
Представила країну на міжнародному конкурсі краси Міс Всесвіт 1997. Стала найстарншою переможницею, отримавши корону у 26 років і 128 днів.
У 1998 році Лі і Аль Масин організували проведення Міс Всесвіт в Гонолулу, штат Гаваї.
Безпосередньо перед тим, як виграти корону Міс США і Міс Всесвіт, вчилася в Гавайський університет в Маноа. Навчалася в Education Laboratory School, в 1987-88 роках. 
Закінчила школу Kamehameha Schools в 1989 році. Після перемоги в конкурсах краси знялася в камео в кількох фільмах і телевізійних шоу. Провідна зірка регіонального телевізійного шоу Pacific Fusion, в якому акцентуються уваги на азіатсько-американський спосіб життя. Вела епізод Great Cruises на телеканалі Travel Channel.